# MPEG-H
O MPEG-H é um grupo de normas internacionais em desenvolvimento pelo ISO/IEC Moving Picture Experts Group (MPEG), este possui várias "partes" - cada uma delas pode ser considerada uma norma independente. Essas incluem uma norma de protocolo de transporte de mídia, uma norma de compressão de vídeo, uma norma de compressão de áudio, uma norma de formato de arquivo digital container, três pacotes de software de referência, três normas de teste de conformidade e tecnologias e relatórios técnicos relacionados. O grupo de normas é formalmente conhecido como ISO/IEC 23008 - Codificação de alta eficiência e entrega de mídia em ambientes heterogêneos. O desenvolvimento das normas começou por volta de 2010, e a primeira norma totalmente aprovada no grupo foi publicada em 2013. A maioria das normas no grupo foi revista ou modificada várias vezes para adicionar recursos estendidos adicionais desde sua primeira edição.

## Partes
O MPEG-H é composto pelas seguintes partes:
- Parte 1: MPEG Media Transport (MMT) - um formato de streaming de mídia semelhante ao Real-time Transport Protocol que é adaptável a diferentes redes[1][6][8]
- Parte 2: High Efficiency Video Coding (HEVC, desenvolvido conjuntamente com o ITU-T Video Coding Experts Group e também publicado como ITU-T H.265) - uma norma de compressão de vídeo que dobra a taxa de compressão de dados em comparação com H.264/MPEG-4 AVC[9]
- Parte 3: MPEG-H 3D Audio (ISO/IEC 23008-3):[10][11] uma norma de compressão de áudio para áudio 3D que pode suportar muitos alto-falantes;[6] um padrão de codificação de áudio que oferece ao usuário uma experiência de áudio 3D mais realista.[12][13][14][15] Considerando o advento do áudio imersivo que utiliza mais de 6 canais.[16]
- Parte 4: MMT Reference and Conformance Software (ainda não publicado)
- Parte 5: Reference Software for High Efficiency Video Coding[4] (também publicado como ITU-T H.265.2)[17]
- Parte 6: 3D Audio Reference Software
- Parte 7: MMT Conformance (ainda não publicado)
- Parte 8: Conformance Specification for HEVC[5] (também publicado como ITU-T H.265.1)[18]
- Parte 9: 3D Audio Conformance Testing
- Parte 10: MPEG Media Transport Forward Error Correction Codes
- Parte 11: MPEG Media Transport Composition Information
- Parte 12: Formato de arquivo de imagem - também conhecido como Formato de Arquivo de Imagem de Alta Eficiência (HEIF), baseado no formato de arquivo de mídia base ISO
- Parte 13: Diretrizes de Implementação de Transporte de Mídia MPEG (um relatório técnico, e não uma norma)[19]
- Parte 14: Práticas de conversão e codificação para vídeo HDR/WCG Y′CbCr 4:2:0 com características de transferência PQ (um relatório técnico também publicado como suplemento H-series ITU-T 15)[19]

- Parte 15: Sinalização, compatibilidade com versões anteriores e adaptação de exibição para vídeo HDR/WCG (um relatório técnico também publicado como suplemento H-series ITU-T 18)[9]